# Frieder Gottwald

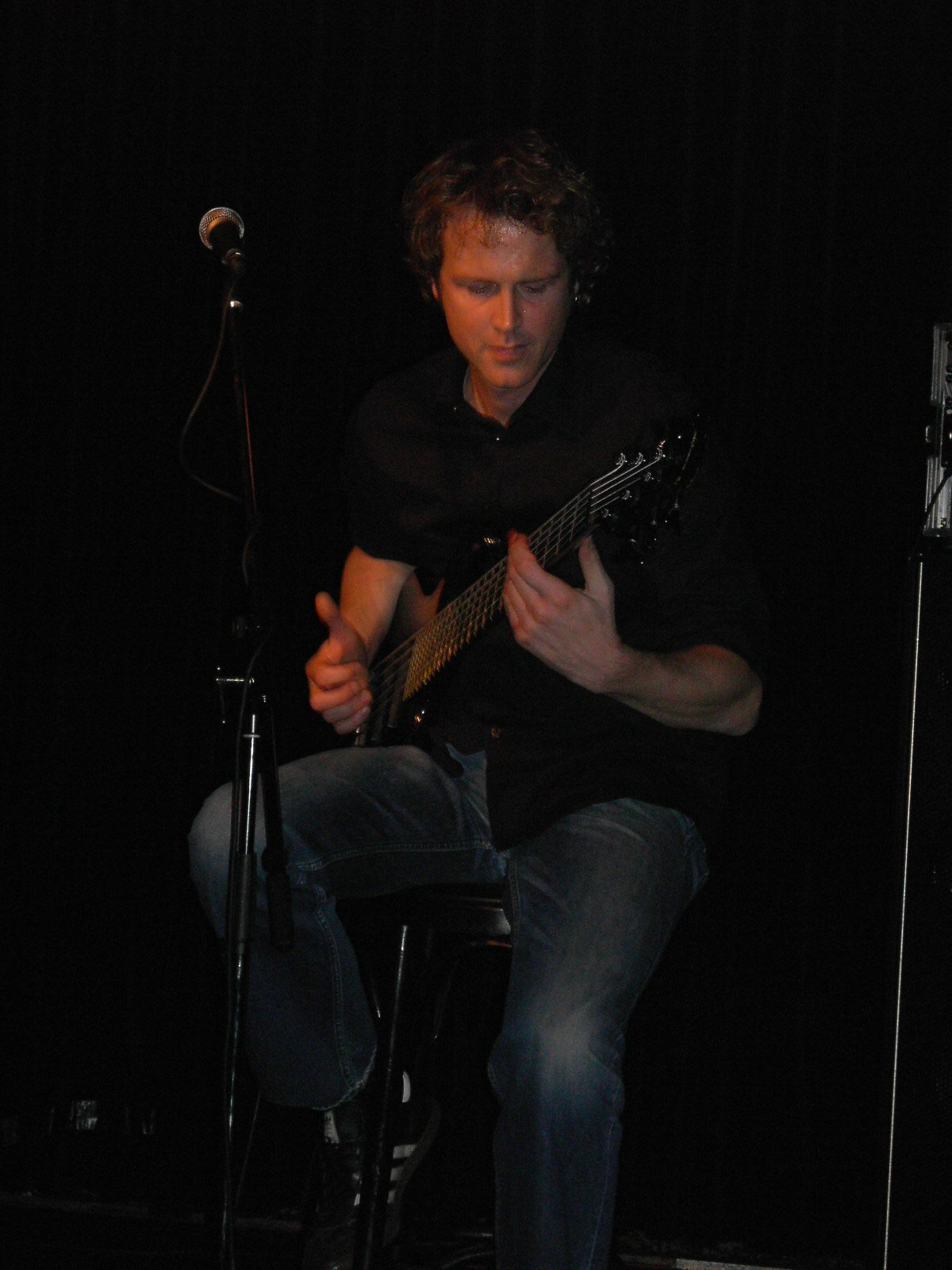
Frieder Gottwald

Frieder Gottwald (* 21. Dezember 1964 in Marburg) ist ein deutscher Tour- und Session-Bassist und Komponist.

## Leben
Gottwald erhielt mit fünf Jahren den ersten Klavierunterricht, mit zwölf Jahren lernte er klassische Gitarre. Mit der Volljährigkeit kam das Interesse am Bass.

## Werdegang
1989 unterzeichnete Frieder Gottwald den ersten Plattenvertrag mit der deutsch-amerikanischen Funk- & Soul-Band Escapade, die 1986 Preisträger „Deutscher Rockpreis“ wurden. 1990 gründete er zusammen mit der Sängerin Carmen Whitehurst aus Ohio (USA) die Band „Velvet Colors“. 1990–1997 war er festes Bandmitglied der Düsseldorfer Rockband „Queen of Spades“.
Gottwald wurde 1999 festes Mitglied der Band die Orthopädischen Strümpfe von Guildo Horn (bis 2001). Er spielte zudem in der Popgruppe Alcazar. Auch begleitete er Stars wie Haddaway, Rachel Morrison (Rolling Stone UK "Voice of the Year ’95), die irische Folkpopsängerin Geraldine Mac Gowan, den New Yorker Blues-Musiker Chris Jones und den Deutschrocker Jocco Abendroth auf Tourneen.
Frieder Gottwald gründete die zehnköpfige 70's Disco Show Band „The Golden Spaceriders - Interplanetary 70's Disco Show“. Mit dieser Gruppe trat er weltweit bei Veranstaltungen u. a. in Dubai, Spanien und Estland auf und veröffentlichte zwei Tonträger. Die Band bestand über 17 Jahre und löste sich 2012 auf.
Zwischen 1997 und 1999 konnte man Gottwald auch im Trio mit dem Jazzgitarristen Michael Sagmeister auf Tourneen, bei den Leverkusener Jazztagen und Jazzfestivals in Stuttgart und Frankfurt sehen. Auch war er an Sagmeisters Alben Here and Now und Canzoni e jazz (Acoustic Music) beteiligt. Heute lebt Gottwald in Frankfurt am Main.
Seit Anfang 2002 ist Gottwald festes Mitglied der Band von Laith Al-Deen. Parallel dazu arbeitet er auch weiterhin als Gastmusiker bei vielen verschiedenen Produktionen mit.
2002 gründete Gottwald zusammen mit Ole Rausch, Ralf Erkel, Tommy Fischer und Danny Müller die Volksrockband „Lahntaler“.

## Diskografie
- Now Is the Time (Hot Wire Records/EFA) 1999
- Michael Sagmeister Here and Now1998
- Basssongs (Soloalbum) 2006

Beteiligt an folgenden Produktion
- Geraldine Mac Gowan & friends – Timeless
- Belle Air – Is anybody out there (SOS)
- Sandra Pires – How long will it take
- Quadradd – Night in Serbia
- Mary O’Regan – Every Punch Needs a Kiss
- Martin Schneider – Aschebeschär
- Chris Jones – Where are you going?
- Mellow Mark – Revolution
- Camillo D’Ancona & Michael Sagmeister – Dedicato: Canzoni e jazz
- The Golden Spaceriders – Live on earth
- Diane Ponzio – Army of Angels
- No Angels – There must be an angel
- Laith Al-Deen – Höher
- Laith Al-Deen – Jetzt, hier, immer
- Laith Al-Deen – Live
- Laith Al-Deen – Die Frage wie
- Laith Al-Deen – Leb den Tag
- BassTalk IV – Who’s afraid of the big bad bass?
- Velvet Colors – Let me hold your Heart
- Velvet Colors – Now is the Time
- Martin Jondo – Rainbows Warrior
- Soundtrack Goldene Zeiten
- Lahntaler – Heimat